# The Flash III – Deadly Nightshade
The Flash III – Deadly Nightshade ist ein US-amerikanischer Science-Fiction Film des Comicverlags DC Comics, der als Direct-to-Video-Veröffentlichung im VHS-Format erschienen ist. Es ist kein eigenständiger Film, sondern ein Zusammenschnitt der Folgen Ghost in the Machine und The Deadly Nightshade der Serie Flash – Der Rote Blitz aus dem Jahr 1990.

## Handlung
Der Philanthrop Curtis Bohannan ist der Sohn von Derek Bohannan, einem Gangster, der in den 1950er Jahren vom Nachtschatten bekämpft wurde. Er wird zum Nachahmer des Vigilanten „The Deadly Nightshade“, der in seinem Kreuzzug gegen das Verbrechen tödliche Gewalt anwendet. Garfield erhält Beweise dafür, dass Powell, ein alter Freund von ihm, der Nachtschatten ist, und verhaftet ihn. Powell wird von Bohannan entführt, der will, dass Powell sich ihm anschließt. Barry findet sie und Powell rettet Barry vor Bohannan, der mit einem beschleunigten Exoskelett-Anzug ausgerüstet ist. Powell beschließt dann, der Welt seine geheime Identität zu offenbaren.

## Kritik
„[…] Ein neues Abenteuer des Comic-Helden aus der 30er Jahren, der einmal mehr den Schurken das Handwerk legen kann. Eine einfallslose Inszenierung, völlig wirr und unlogisch aufgebaut.“

## Trivia
- John Wesley Shipp feierte sein Comeback als Flash (Jay Gerrick) in der Serie The Flash aus dem Jahr 2014.